# Чемпіонат світу з легкої атлетики 2019 — метання молота (жінки)

Переможна спроба Деанни Прайс

Змагання з метання молота серед жінок на Чемпіонаті світу з легкої атлетики 2019 у Досі проходили 27-28 вересня на стадіоні «Халіфа».

## Напередодні старту
На початок змагань основні рекордні результати були такими:
| WR | Аніта Влодарчик (POL) | 82,98 | Варшава | 28 серпня 2016 |
| CR | Аніта Влодарчик (POL) | 80,85 | Пекін   | 27 серпня 2015 |
| WL | Деанна Прайс (USA)    | 78,24 | Де-Мойн | 27 липня 2019  |

Чотириразова чемпіонка світу Аніта Влодарчик пропускала старт у Досі через травму, а фаворитками змагань розглядались тріо американських метальниць (Деанна Прайс, Брук Андерсен та Гвен Беррі), яким перед стартом належали перші три результати сезону. Проте до фіналу потрапили лише двоє американок — Брук Андерсен не змогла подалти кваліфікаційний відбір.

## Результати

### Кваліфікація
Умови проходження до фіналу: метання на 72,00 м (Q) або входження до 12 найкращих за результатом атлеток у обох групах кваліфікації (q).
| Місце | Група | Атлетка                   | Результат | Примітки |
| ----- | ----- | ------------------------- | --------- | -------- |
| 1     | B     | Деанна Прайс (USA)        | 73,77 Q   |          |
| 2     | B     | Заліна Петрівська (MDA)   | 73,40 Q   |          |
| 3     | A     | Йоанна Фьодоров (POL)     | 73,39 Q   |          |
| 4     | B     | Ганна Скидан (AZE)        | 73,32 Q   | SB       |
| 5     | A     | Ірина Климець (UKR)       | 72,93 Q   | PB       |
| 6     | A     | Александра Таверньє (FRA) | 72,91 Q   |          |
| 7     | B     | Ван Чжен (CHN)            | 72,65 Q   |          |
| 8     | A     | Анна Малищик (BLR)        | 72,59 Q   |          |
| 9     | B     | Мартіна Грашнова (SVK)    | 72,01 Q   |          |
| 10    | A     | Гвен Беррі (USA)          | 71,72 q   |          |
| 11    | B     | Альона Соболева (BLR)     | 71,52 q   | SB       |
| 12    | A     | Ло На (CHN)               | 71,35 q   |          |
| 13    | B     | Мальвіна Копрон (POL)     | 70,46     |          |
| 14    | A     | Джулія Реткліфф (NZL)     | 70,45     |          |
| 15    | B     | Єлізавета Юріївна (ANA)   | 70,35     |          |
| 16    | B     | Анастасія Коломоєць (BLR) | 69,67     |          |
| 17    | A     | Стаматія Скарвеліс (GRE)  | 69,65     |          |
| 18    | B     | Б'янка Гелбер (ROU)       | 68,65     |          |
| 19    | A     | Софія Палкіна (ANA)       | 68,53     |          |
| 20    | A     | Брук Андерсен (USA)       | 68,46     |          |
| 21    | B     | Кріста Терво (FIN)        | 68,25     |          |
| 22    | B     | Лаура Ігауне (LAT)        | 67,77     |          |
| 23    | B     | Река Дьюрац (HUN)         | 67,41     |          |
| 24    | B     | Альона Шамотіна (UKR)     | 67,30     |          |
| 25    | A     | Лю Тінтін (CHN)           | 67,11     |          |
| 26    | A     | Сара Фантіні (ITA)        | 66,58     |          |
| 27    | A     | Барбара Шпілер (SLO)      | 65,76     |          |
| 28    | A     | Беатріс Льяно (NOR)       | 65,55     |          |
| 29    | B     | Катеріна Шафранкова (CZE) | 65,46     |          |
| 30    | A     | Ірина Новожилова (UKR)    | 65,31     |          |

### Фінал
У фінальних змаганнях невдача спіткала іншу американку — Гвен Беррі, — яка не змогла виконати жодної залікової спроби. Реноме лідерки сезону підтвердила Деанна Прайс, золота медаль якої стала першою в історії американського метання молоту на чемпіонатах світу. Конкуренцію їй намагалась скласти польська метальниця Йоанна Фьодоров. Проте, незважаючи на особистий рекорд, вона була лише другою.
Значного успіху на чемпіонаті досягла українська метальниця Ірина Климець. Впродовж змагань вона тричі оновлювала особистий рекорд (один раз у кваліфікації та двічі — під час фінальних змагань), довівши його до 73,56 м (восьмий результат за всю історію жіночого метання молота в українській історії). За підсумками фінальних спроб в Досі Ірина посіла високе п'яте місце.
| Місце | Атлетка                   | #1    | #2    | #3    | #4    | #5    | #6    | Результат | Примітки |
| ----- | ------------------------- | ----- | ----- | ----- | ----- | ----- | ----- | --------- | -------- |
| 1     | Деанна Прайс (USA)        | 76,87 | х     | 77,54 | 74,56 | 73,77 | 75,68 | 77,54     |          |
| 2     | Йоанна Фьодоров (POL)     | 76,35 | 74,77 | 72,78 | 74,69 | х     | х     | 76,35     | PB       |
| 3     | Ван Чжен (CHN)            | 72,94 | х     | х     | 73,75 | 74,76 | х     | 74,76     |          |
| 4     | Заліна Петрівська (MDA)   | 73,73 | 73,60 | 74,33 | 70,49 | 74,27 | 72,94 | 74,33     |          |
| 5     | Ірина Климець (UKR)       | 73,17 | 73,56 | х     | 70,26 | 72,59 | 71,95 | 73,56     | PB       |
| 6     | Александра Таверньє (FRA) | 71,50 | 70,48 | 73,31 | 72,24 | 73,33 | х     | 73,33     |          |
| 7     | Ганна Скидан (AZE)        | 70,69 | 71,99 | 72,80 | 72,83 | 71,44 | 70,99 | 72,83     |          |
| 8     | Ло На (CHN)               | 71,33 | 72,04 | 70,83 | 70,41 | 71,03 | х     | 72,04     |          |
| 9     | Мартіна Грашнова (SVK)    | 66,09 | 71,28 | х     |       |       |       | 71,28     |          |
| 10    | Анна Малищик (BLR)        | 71,24 | 66,52 | 70,12 |       |       |       | 71,24     |          |
| 11    | Альона Соболева (BLR)     | 70,45 | х     | 68,65 |       |       |       | 70,45     |          |
| 12    | Гвен Беррі (USA)          | х     | х     | х     |       |       |       | NM        |          |